# 假面 (马来西亚电视剧)
《假面》，馬來西亞ntv7時裝侦探電視劇，製作單位為磐石制作公司The Rock Productions制作。剧情讲述5位来自不同社会背景的侦探员（庄仲维、吴俐璇、吕爱琼、吕志勤、陈子颖），他们对查案和罪犯，都有个人独特的经验，透过他们剥茧抽丝，锲而不捨的精神，往往能将案件的真相一一重现，揭开伪善者的假面具。此外，多位本地演员如：童冰玉、吴维彬、陈美君、李承运、林佩琦、陈峰、林一心也将参演剧中的4个单元故事，而当中的案件包括丈夫外遇、双胞胎杀人、争产以及商业贪污等事件。

## 剧情简介
主要讲述私欲、贪婪、嫉妒、猜疑是人性丑陋的一面，也是罪行的根源。可惜阴谋往往都不易被察觉，只因恶计常会经过刻意的粉饰和布局，常人一个不小心就会成为受害者。杜高是世上嗅觉最灵敏，战斗力及耐力最强的猎犬，也是杜月馨（吕爱琼饰）社长为其侦探社所取的名字。手下包括韦浩龙（庄仲维饰）、陈爱琳（吴俐璇饰）、林启生（吕志勤饰）、李奕如（陈子颖饰）。5个人怀着5个不同目标加入侦探社，虽然想法不一，却有着一个共同的心态，就是案件愈辣手愈好。对他人来说，这是件苦差，但对杜高侦探社众人来说，却是乐此不疲，所以行内人都称呼这5个狂人为“Crazy High Five”。

## 演員表

### 主要演员
| 演員   | 角色   | 暱稱/關係 | 登场集数 |
| 吕爱琼 | 杜月馨 | Madam D DOGO侦探社社长 陈爱琳养母 |          |
| 吴俐璇 | 陈爱琳 | DOGO侦探社员工 收集情报达人 杜月馨养女 之前当过记者 在20集成为韦浩龙的女朋友 |          |
| 庄仲维 | 韦浩龙 | DOGO侦探社员工 行为语言专家 ,能从人的说话举止间看出对方的破绽 好奇心重，说话幽默风趣兼语带讽刺，调侃人是他的拿手好戏，却又不明显，往往让人哭笑不得 面对疑犯，他能在对话间暗设陷阱，让对方不自觉地露出马脚，却又马上替对方找借口解释，装作没有察觉，往往令疑犯暴露了身份还不知 外表给人感觉风流，对感情不专一，但真实的一面刚好相反，他对感情非常认真，绝不轻易投入，所以年过30也没有固定的女友。他认为爱情就好像两种不同的液体，偶然遇上了，被倒在同一个器皿里，混在一起，若时后才发觉不适合，想要再分开，将会是一件既麻烦又不可能的事，所以非认真不可 在20集成为陈爱琳的男朋友 |          |
| 陈子颖 | 李弈如 | DOGO侦探社员工，实习生 家境富裕的她，一心想成为一名推理小说家，只可惜在这方面实在没多大的天份，曲折的她可以写成平淡，悬疑的却写得毫无气氛，最令主编伤脑筋的就是，怎么说她还是搞不清楚推理小说和爱情小品的分别 进了侦探社后，办事格外卖力，什么都主动参与，可惜每次派她出外办事，不是出错，就是闯祸。 |          |
| 吕志勤 | 林启生 | DOGO侦探社员工 |          |

## 电视节目的变迁
- 关于马来西亚华语电视剧和电视电影列表，参见首要媒体剧集列表。

| 马来西亚 TV9 星期五至日 23:00 - 00:00  | 马来西亚 TV9 星期五至日 23:00 - 00:00  | 马来西亚 TV9 星期五至日 23:00 - 00:00 |
| -------------------------------------- | -------------------------------------- | ------------------------------------- |
|                                        | 假面 （2025年3月15日 - 2025年4月28日） |                                       |
| 阿爸 （2025年1月17日 - 2025年3月14日） | 足印 （2025年5月4日 - 2025年7月11日）  |                                       |